# Donáth Ferenc (tornász)
Donáth Ferenc (Nagykőrös, 1954. június 28. –) olimpiai- és kétszeres világbajnoki bronzérmes magyar tornász, edző.

## Pályafutása
Donáth Ferenc 1954. június 28-án született Nagykőrösön. Az 1979-es tokiói tornász-világbajnokságon egy-egy bronzérmet szerzett gyűrűn és korláton. Az 
1980-as moszkvai olimpián a férfi csapat tagjaként összetettben bronzérmet szerzett. 1984-ben vonult vissza a profi pályafutásától, azóta dolgozott Svájcban szövetségi edzőként, valamint a magyar férfiválogatottat is vezette, tanított a Testnevelési Főiskolán.